# Milet (cantante)
Milet (ミレイ?, Mirei; ...) è una cantante giapponese.

## Biografia
Cresciuta in Canada, Milet si è stabilita a Tokyo nel 2018 a fine di intraprendere una carriera musicale. È salita alla ribalta con il primo album in studio Eyes, uscito sotto la Sony Music Entertainment Japan, che si è posizionato in vetta alla graduatoria LP della Oricon con 33 493 unità equivalenti e che è stato ricompensato con il disco d'oro dalla RIAJ. Il disco, promosso dal Seventh Heaven Tour, contiene Inside You e Us, entrambi certificati oro in digitale e argento in streaming, per aver totalizzato rispettivamente 100 000 download e 30 milioni di riproduzioni sui servizi streaming disponibili in suolo giapponese. Us ha anche scalato la hit parade fino al 23º posto grazie a 8 970 unità accumulate nella settimana compresa il 26 agosto e il 1º settembre 2020.
L'8 agosto 2021, nell'ambito dei Giochi della XXXII Olimpiade, l'artista si è esibita eseguendo una cover di Hymne à l'amour, mentre qualche mese più tardi ha rappresentato il Giappone all'ABU TV Song Festival, dove ha partecipato con il singolo Inside You.
Ordinary Days, vincitore dell'MTV Video Music Award Japan al miglior video pop, ha trainato la pubblicazione del secondo disco Visions, che ha esordito in 4ª posizione nella classifica nazionale.
Nel marzo 2025 è stata candidata per il Music Award Japan alla miglior canzone con Hanataba e Kizuna no kiseki, quello al miglior artista e quello alla hit globale giapponese con Kizuna no kiseki.

## Discografia

### Album in studio
- 2020 – Eyes
- 2022 – Visions
- 2023 – 5am

### EP
- 2019 – Inside You EP
- 2019 – Wonderland EP
- 2019 – Us
- 2019 – Drown/You & I
- 2020 – Prover/Tell Me
- 2020 – Who I Am
- 2021 – Ordinary Days
- 2022 – Flare
- 2024 – Anytime Anywhere

### Singoli
- 2019 – You & I
- 2020 – Tell Me
- 2020 – Who I Am
- 2020 – The Hardest
- 2020 – Inside You
- 2021 – Checkmate
- 2021 – Ordinary Days
- 2021 – Us
- 2021 – Fly High
- 2021 – Omokage (con Aimer e Lilas Ikuta)
- 2022 – Flare
- 2022 – Wake Me Up
- 2022 – Flare
- 2022 – Walkin' in My Lane
- 2022 – Always You
- 2022 – Final Call
- 2023 – Kizuna no kiseki (con i Man with a Mission)
- 2023 – Koi kogare (con i Man with a Mission)
- 2023 – Anytime Anywhere
- 2024 – Hanataba
- 2024 – We All Lie
- 2024 – Halfway
- 2025 – I Still/Nobody Knows

### Collaborazioni
- 2024 – Cheat Day (Jason Chan feat. Milet)
- 2024 – Out of the Loop (Jason Chan feat. Milet)